# Севастопольенерго
ПАТ ЕК «Севастопольенерго» — публічне акціонерне товариство зі штаб-квартирою в місті Вишневе, Київської області, яке займається розподіленням, транспортуванням та постачанням електроенергії у місті державного значення Севастополь. Внаслідок анексії Криму Росією з 2014 року компанія припинила фактичну діяльність в Севастополі, оскільки електричні мережі були захоплені створеним окупантами підприємством ТОВ «Севенергозбут».